# كأس ليبيريا
كأس ليبيريا (بالإنجليزية: Liberian Cup)‏ ، هي بطولة رسمية لكرة القدم في ليبيريا ، أسست سنة 1974م.

## وصلات خارجية
- Liberia - List of Cup Winners, RSSSF.com
- Liberiansoccer.com - "the official home of Liberian football" - "FIFA approved" - current official standings provided